# في السماء والأرض (كتاب)
في السماء والأرض (بالإسبانية: Sobre el cielo y la tierra، بالإنجليزية: On Heaven and Earth) هو كتاب حواري صدر عام 2010، يجمع بين الكاردينال خورخي ماريو بيرغوليو، الذي أصبح لاحقًا البابا فرنسيس، والحاخام الأرجنتيني أبراهام سكوركا. نُشر الكتاب لأول مرة باللغة الإسبانية، ثم تُرجم إلى عدة لغات، من بينها الإنجليزية في عام 2013، بعد انتخاب بيرغوليو بابا للكنيسة الكاثوليكية.

## محتوى الكتاب
يستند الكتاب إلى سلسلة من الحوارات المفتوحة والصريحة بين بيرغوليو وسكوركا، حيث يناقشان قضايا دينية، فلسفية، اجتماعية وأخلاقية متنوعة. من بين المواضيع التي يتناولها الكتاب: الله، الدين، الإلحاد، الصلاة، الذنب، الأصولية، الموت، الموت الرحيم، الشيخوخة، المرأة، الإجهاض، الطلاق، الزواج المثلي، العلم، التعليم، السياسة، الفقر، المحرقة، الصراعات الدينية، الحوار بين الأديان ومستقبل الدين.
يعرض كل من المؤلفين وجهة نظره الشخصية والدينية حول كل موضوع، مع التأكيد على أهمية إيجاد أرضية مشتركة، والاحترام المتبادل، والتفاهم بين الأديان.

## أهمية الكتاب
يُعتبر الكتاب نموذجًا بارزًا للحوار بين الأديان، إذ لا يسعى فيه أيّ من الطرفين إلى فرض رأيه على الآخر، بل يركزان على الاستماع والتعلم وعرض نقاط التشابه والاختلاف بين اليهودية والمسيحية. يوفر الكتاب لمحة عن نهج البابا فرنسيس في الحوار، التسامح والانفتاح، حتى قبل توليه منصب البابوية.

## وصلات خارجية
- الكتاب بالإنجليزية
- في عصرنا - Nostra Aetate - بيان حول "علاقة الكنيسة بالديانات غير المسيحية"، البند الرابع.